# 피어튜브
피어튜브(PeerTube)는 비디오를 볼 때 개별 서버의 로드를 줄이기 위해 P2P 기술을 사용하는 웹토렌트로 구동되는 자유-오픈 소스, 분산형 액티비티펍(ActivityPub) 연합 비디오 플랫폼이다.
Chocobozzz라는 프로그래머가 2017년에 시작한 피어튜브 개발은 이제 프랑스의 비영리 단체 프라마소프트(Framasoft)에서 지원한다. 목표는 유튜브, 비메오 및 데일리모션과 같은 중앙 집중식 플랫폼에 대한 대안을 제공하는 것이다.
액티비티펍 플랫폼으로서 페디버스(Fediverse)로 알려진 연합 네트워크의 일부이다.

## 같이 보기
- InterPlanetary File System
- 제로넷